# Martin van Rooijen
Martinus Johannes (Martin) van Rooijen (Drunen, 31 juli 1942) is een Nederlands politicus. Sinds 2019 is hij Eerste Kamerlid namens 50PLUS, wat hij ook was van 2015 tot 2017. Van 2017 tot 2019 was hij Tweede Kamerlid namens 50PLUS. Van 1977 tot 1980 was hij Tweede Kamerlid namens het CDA. Van 1973 tot 1977 was hij staatssecretaris van Financiën namens de KVP in het kabinet-Den Uyl.     

## Loopbaan
Van Rooijen ging naar de h.b.s.-a op het Sint Franciscus College te Rotterdam. Daarna ging hij tot 1964 naar de Rijksbelastingacademie te Rotterdam en studeerde hij tot 1967 fiscale economie aan de Nederlandse Economische Hogeschool te Rotterdam. Van 1967 tot 1968 was hij inspecteur van 's Rijks belastingen en juridisch adviseur op het bureau verdragen van de directie internationale fiscale zaken bij het ministerie van Financiën. Van 1968 tot 1972 was hij fiscaal accountant bij Shell en van 1972 tot 1973 hoofd van de fiscale afdeling van Billiton bij Shell.
Van 1980 tot 1981 was Van Rooijen werkzaam op de planning van Shell te Londen. Van 1981 tot 1984 was hoofd van de kooldivisie en directeur van de kolenterminal op de Maasvlakte bij Shell Nederland Verkoopmaatschappij. Van 1984 tot 1986 was hij lid van de raad van bestuur bij de Nederlandse Aardolie Maatschappij (NAM) met financiën in zijn portefeuille en van 1986 tot 1989 was hij directeur public affairs bij Shell Nederland.
Van 1989 tot 1991 was Van Rooijen partner bij Coopers & Lybrand Dijker van Dien. Van 1991 tot 1995 was hij directeur European Tax Services bij Coopers & Lybrand Europe te Amsterdam. Hij maakte vanaf 1995 deel uit van het eerste College van Toezicht Sociale Verzekeringen, dat in 1996 voortijdig moest aftreden. Van 1996 tot 2015 was hij management consultant. Daarnaast was hij van 1999 tot 2001 directeur ad interim bij Nuon en van 2005 tot 2012 gemachtigde en deskundige bij het College Sanering Zorginstellingen.
Van Rooijen kreeg verder bekendheid als sportbestuurder, vooral als voorzitter van de KNVB-sectie betaald voetbal. Van maart 2010 tot mei 2012 was hij voorzitter van de Nederlandse Vereniging van Organisaties van Gepensioneerden. Hij was van september 2012 tot november 2016 voorzitter van de Koepel van Nederlandse Verenigingen van Gepensioneerden.

## Politieke loopbaan
Van Rooijen is een belastingspecialist, die in het najaar van 1973 Fons van der Stee opvolgde als staatssecretaris van Financiën (fiscale zaken) in het kabinet-Den Uyl. In 1977 kwam hij via een opvolgersplaats voor het CDA in de Tweede Kamer, maar stapte na drie jaar over naar het bedrijfsleven.
Bij de Eerste Kamerverkiezingen van 2015 werd Van Rooijen, die op de tweede plaats van de kandidatenlijst van 50PLUS stond, gekozen als lid van de Eerste Kamer. Hij werd geïnstalleerd op 9 juni 2015. 

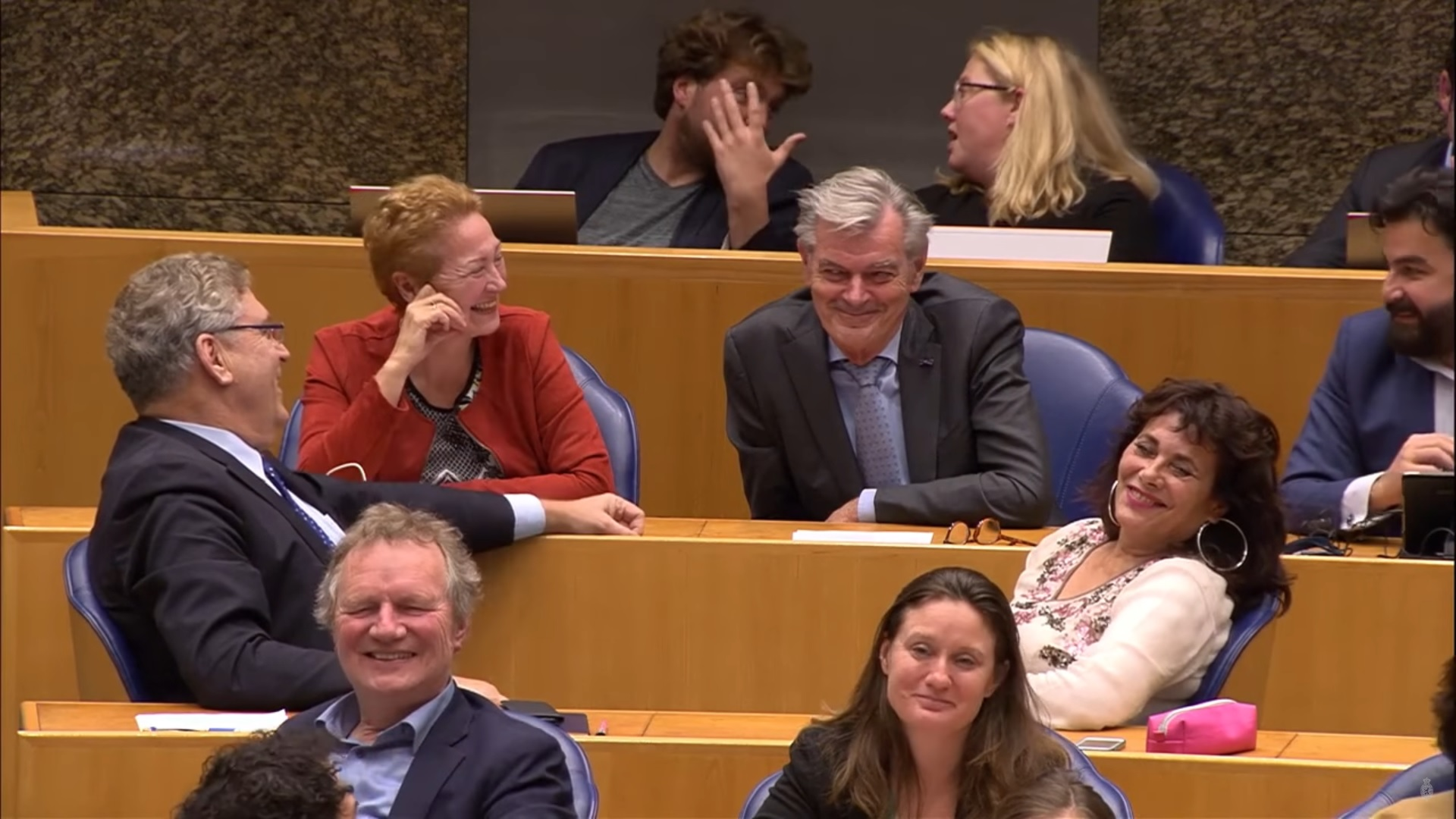
De 50PLUS-Kamerleden na de Tweede Kamerverkiezingen van 2017. Op de middelste rij Henk Krol en Leonie Sazias. Daarachter Corrie van Brenk en Van Rooijen.

Bij de Tweede Kamerverkiezingen van 2017 werd Van Rooijen, die op de derde plaats van de kandidatenlijst van 50PLUS stond, gekozen als lid van de Tweede Kamer. In verband hiermee trad hij op 21 maart 2017 af als lid van de Eerste Kamer.
Op 21 en 22 november 2017 probeerde Van Rooijen samen met Edgar Mulder van de PVV de besluitvorming over de afbouw van de wet Hillen te vertragen door urenlang het woord te voeren in de Tweede Kamer (filibusteren). De poging mislukte. Bij de Eerste Kamerverkiezingen van 2019 fungeerde hij als lijsttrekker van 50PLUS. Op 7 juni 2019 nam hij afscheid van de Tweede Kamer en werd op 11 juni wederom geïnstalleerd als lid van de Eerste Kamer. Vanaf juni 2021 was Van Rooijen de politiek leider van 50PLUS. In oktober 2023 werd Gerard van Hooft verkozen tot lijsttrekker van 50PLUS voor de Tweede Kamerverkiezingen van 2023 en de facto politiek leider van 50PLUS. Omdat er geen zetels behaald werden, bleef Van Rooijen de politiek leider.

## Privéleven
Van Rooijen is gehuwd en vader van twee zoons en een dochter. Hij is rooms-katholiek.

## Onderscheiding
- Ridder in de Orde van de Nederlandse Leeuw (11 april 1978).[1]

Martin van Rooijen
Theo Bovens (CDA) · 
Johan Dessing (FVD) · 
Auke van der Goot (OPNL) · 
Alexander van Hattem (PVV) · 
Tineke Huizinga (CU) · 
Rik Janssen (SP) · 
Eric Kemperman (Partijloos) · 
Tanja Klip-Martin (VVD) · 
Ilona Lagas (BBB) · 
Paul van Meenen (D66) · 
Annabel Nanninga (JA21) · 
Gaby Perin-Gopie (Volt) · 
Martin van Rooijen (50+) · 
Paul Rosenmöller (GL-PvdA) · 
Peter Schalk (SGP) · 
Ingrid Visseren-Hamakers (PvdD)
- International Standard Name Identifier: 0000 0003 9104 9602
- Nederlandse Thesaurus van Auteursnamen: 292052626
- Parlement.com: vg09llgfy4zy
- Virtual International Authority File: 919161212223340070002